# The Kooks
The Kooks es una banda de indie rock británica formada en Brighton, East Sussex, Inglaterra en 2004. La banda está formada por Luke Pritchard (voz/guitarra), Hugh Harris (guitarra/teclados/bajo/coros) y Alexis Nuñez (batería/percusiones). La alineación se mantuvo constante hasta la salida de Max Rafferty en 2008. Dan Logan sirvió como un reemplazo temporal, hasta que Peter Denton se unió de forma permanente en octubre de 2008, hasta su salida en enero de 2019. A principios de 2010, Pritchard anunció la salida del baterista Paul Garred, debido a un problema del nervio en su brazo. A finales de año, Garred se reincorporó para sesiones de estudio y participó en el álbum Junk of the Heart. Sin embargo, fue Chris Prendergast quien estuvo a cargo de la batería cuando la banda tocó en vivo. En 2012, la banda estuvo acompañada por el batería Alexis Nuñez (de Golden Silvers), quien ahora forma parte de la banda a tiempo completo.
Se describen a sí mismos como una banda de «pop/punk», cuya música está influenciada principalmente por un movimiento conocido como la invasión británica de la década de 1960 y por el post-punk revival del nuevo milenio. Tienen canciones que se describen como que "enganchan con facilidad", además de haber experimentado con varios géneros, tales como el rock, el britpop, el pop, el reggae y el ska. Más recientemente, han experimentado con estilos como el funk y el hip-hop.
Tras firmar con Virgin Records solo tres meses después de su formación, The Kooks irrumpieron en la corriente musical con su álbum debut Inside In/Inside Out (2006). El álbum tuvo un gran éxito, alcanzando el disco de platino cuádruple en el Reino Unido en tan solo un año y en el extranjero obtuvieron una certificación de platino en Australia y dos discos de platino en Irlanda. The Kooks se convirtieron en el centro de atención de los medios al ganar el premio a Mejor Artista: Reino Unido & Irlanda en los Premios MTV Europe Music Awards 2006 y al estar nominados a mejor canción en los Premios Brit por «She Moves in Her Own Way».
Con su siguiente álbum Konk (2008) se situaron en el número uno de la lista UK Albums Chart, en su primera semana se registraron unas 65,000 ventas, alcanzando el puesto de oro en el Reino Unido e Irlanda.  Su tercer álbum de estudio, Junk of the Heart fue lanzado el 12 de septiembre de 2011. El siguiente fue Listen, lanzado en septiembre de 2014. Este es un álbum en el que experimentaron con el funk y con el que estuvieron de gira durante tres años. En diciembre de 2015 la banda sacó un álbum de mezclas llamado Hello, What's Your Name? y en abril de 2017 pusieron a la venta su primer recopilatorio The Best Of... So Far, que incluye los mejores temas de la banda y numerosas demos además de canciones nunca publicadas como «Bus Song». También incluyeron dos nuevos sencillos «Broken Vow» y «Be Who You Are». Su último álbum de estudio se publicó en agosto de 2018 bajo el nombre de Let's Go Sunshine, siendo su primer álbum publicado mediante un sello independiente. En él se incluyen canciones como «Weight Of The World» o «Picture Frame», las cuales escribieron en los primeros años de la banda. También se incluye «Honey Bee», una canción original del difunto padre de Luke (Bob Pritchard) que él había encontrado entre sus cosas. A modo de homenaje, Luke decidió completar la canción añadiéndole su propia voz y cierta producción de manera que pudieran cantar juntos por una vez.

## Historia

### Formación y primeros años (2002–2004)

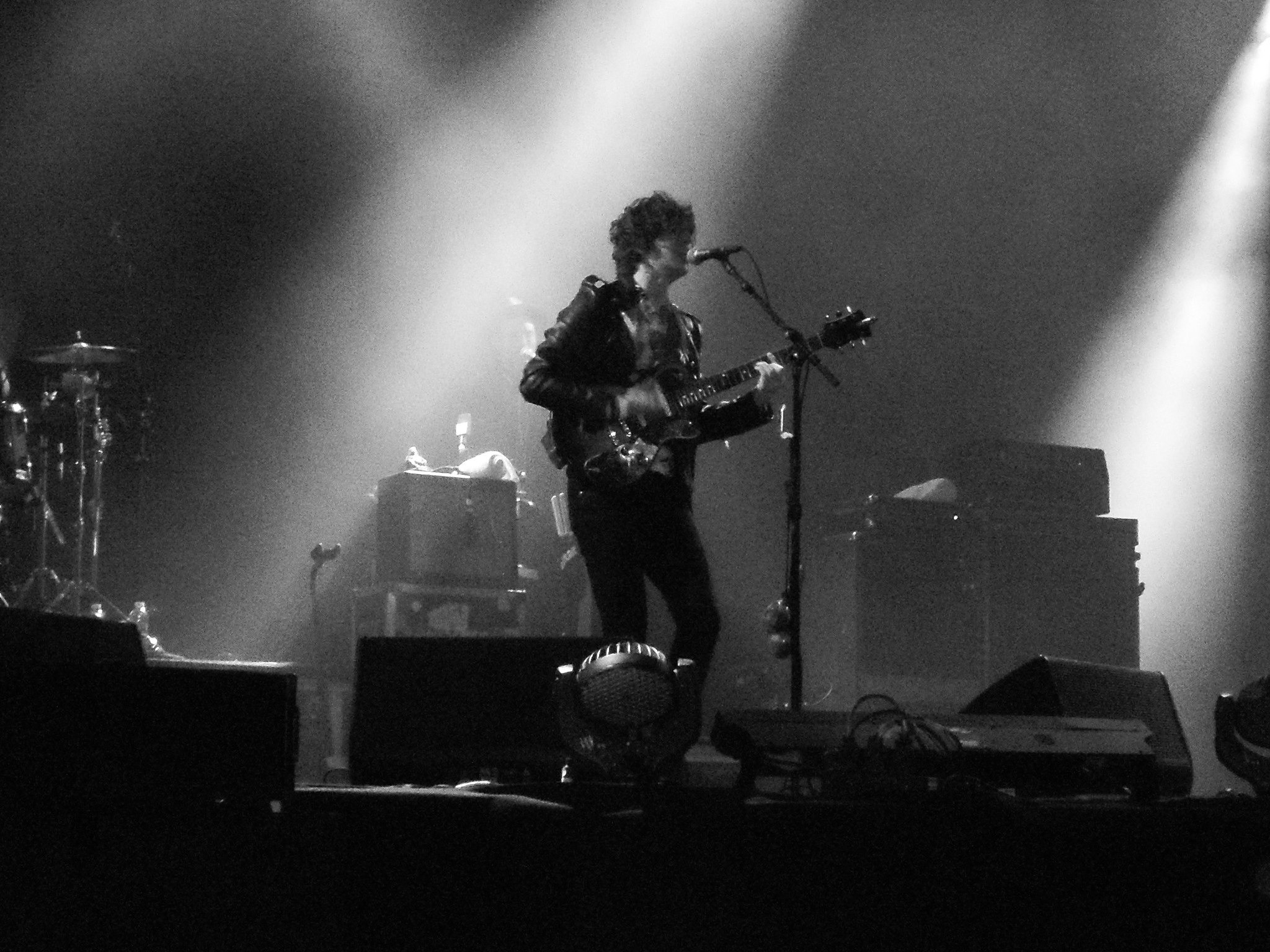
Concierto en 2014, festival SOS 4.8

Los miembros originales de The Kooks se conocieron en el Brighton Institute of Modern Music en 2002. El baterista Paul Garred declaró a la MTV que todo se inició un día en el que él y Luke Pritchard fueron de compras. Al compartir amor por grupos como The Rolling Stones, Bob Dylan, The Police, y David Bowie Luke Pritchard consiguió que Harris y Rafferty se unieran a él con el pretexto de elaborar un proyecto musical para la escuela.  Con una sólida demostración de su material Garred y Pritchard fueron en busca de un concierto, y de acuerdo con Garred, eran capaces de reservar su primer concierto simplemente porque al propietario le gustaban sus sombreros. Sin embargo, no pudieron llevar a cabo su actuación ya que en esos momentos estaban grabando su demo.
Tomaron su nombre de la famosa canción de David Bowie «Kooks» que viene a significar "locos". En cierta ocasión, Pritchard reveló que la primera canción que alguna vez tocaron como grupo fue un cover de la canción  «Reptilia» de The Strokes. The Kooks grabó un EP que enviaron en busca de conciertos, pero lo que recibieron fueron ofertas de gerentes y de compañías discográficas. Al cabo de cuatro meses de haberse formado como banda firmaron con Virgin Records, después de haber sido descubiertos por varios caza talentos en el Brighton Free Butt Festival en 2005. En una entrevista con musicomh.com, Pritchard reveló que «Fue muy rápido cómo sucedió todo, hicimos un demo con un compañero nuestro en Londres, que enviamos a un chico para conseguir algunos conciertos, y él resultó ser un gerente. Nos elevó y como que se fue de allí». Los miembros de la banda han puesto de manifiesto que sentían que no estaban preparados en el momento, «era demasiado temprano para firmar un contrato discográfico... eramos muy jóvenes, habíamos estado juntos como dos o tres meses, así que realmente no queríamos firmar. Pero luego pensamos que era una oportunidad muy buena y los de Virgin parecían gente muy simpática -. Parecía que realmente comprendían de donde veníamos», dijo Pritchard, quien también felicitó al sello discográfico por dar cabida a un grupo que estaba creciendo, «Eran pacientes con nosotros y nos permitían desarrollar nuestro propio estilo, lo que sea».

### Inside In/Inside Out(2005–2007)

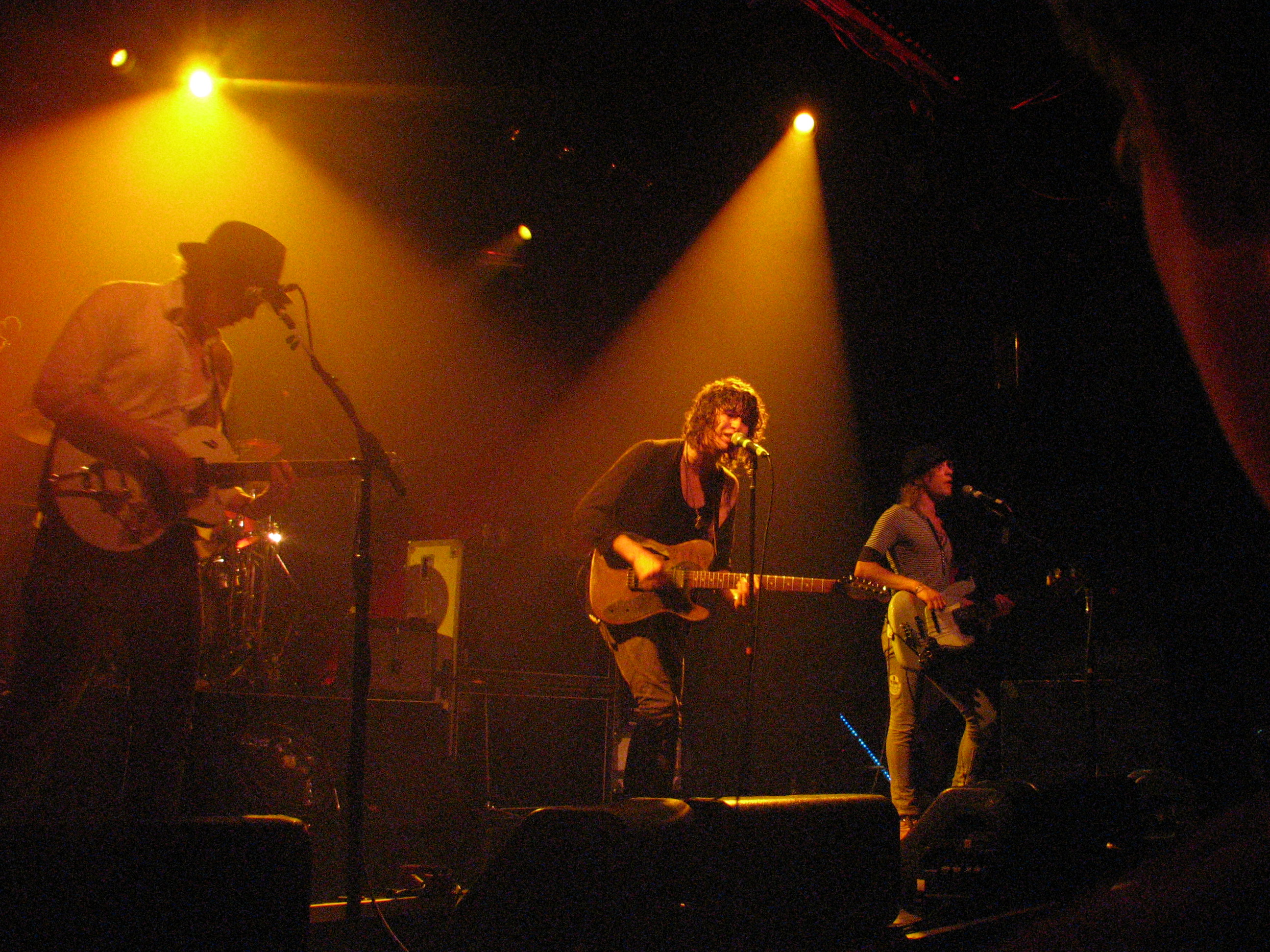
The Kooks en Irving Plaza, 11 de mayo de 2007

Después de haber firmado con Virgin Records The Kooks se resistían a grabar un disco de inmediato, indicando el deseo de centrarse más en sus actuaciones en directo y canciones. La banda decidió embarcarse en su primera gira en vivo en vez de grabar un álbum inicialmente, lo que ayudó a desarrollar su estilo y sonido. Como Pritchard afirma «No nos sentamos con un proyecto. Sólo nos desarrollamos naturalmente y no intentamos darnos forma o moldearnos para nada». Como resultado de ello, entraron en el estudio con cientos de canciones con una variedad de géneros, y se necesitó una «cantidad increíble de paciencia» por parte del productor Tony Hoffer para dar forma al contenido de lo que se convertiría en su primer disco.
Después de su primera gira de apoyo The Thrills, The Kooks grabaron su álbum debut, Inside In/Inside Out, en Konk Studios de Londres en 2005. Aunque la atención mediática estaba puesta en el lanzamiento del álbum debut de Arctic Monkeys Whatever People Say I Am, That's What I'm Not, Inside In/Inside Out registró en la primera semana 19,000 copias vendidas. Después de hablar con NME, Pritchard lo haría para dar las gracias a los Arctic Monkeys por «blindar» a The Kooks del escrutinio de la prensa: «Dios bendiga a los Arctic Monkeys ya que si no fuera por ellos no hubiéramos estado tan protegidos. Estábamos tan eclipsados por el éxito de éste (su disco) pues era tan bestial y esto nos arrastró a espaldas de todos». Entraron en el UK Album Chart número nueve, con el tiempo llegarían a la cima al alcanzar el puesto número dos por dos semanas. Los sencillos «Eddie’s Gun», «Sofa Song», «You Don’t Love Me», «Naïve», «She Moves in Her Own Way» y «Ooh La» lograron éxito en las listas en el Reino Unido y Europa, mientras que «Naïve» y «She Moves in Her Own Way» pusieron a The Kooks en el top 10 por primera vez.
En lo que se refiere a las críticas del disco, Kev Kharas en su reseña para Drowned in Sound vio a The Kooks como «un menos irreverente y más melódico Art Brut, intercambiando ingenio cáustico de esa banda para un tipo mucho más bonito de honestidad». Kharas también observó rastros «emo» en el estilo de la banda y Tim Sendra de Allmusic señaló que el rumbo de la banda estaba «enormemente endeudado con el rock clásico», en particular con Thin Lizzy y los Dexys, aunque en última instancia, Sendra afirmó que «la banda suena como los Kooks y como nadie más». Llamando a The Kooks a «un importante recordatorio de que hay otras tantas bandas mediocres en el Reino Unido, como las hay en los Estados Unidos» la crítico Jenny Eliscu de Rolling Stone afirmó que el álbum era «completamente olvidable, de mala calidad, había producido un retro rock en sus peores sonidos como si se tratase de una versión con acento Brighton de los Spin Doctors». Brian Belardi de Prefix dio una revisión positiva, describiendo Inside In/Inside Out como «una mezcla casi perfecta de pop británico del estilo de los años 60, estilo britpop de los años 90, y el post-punk del nuevo milenio».
El álbum llegó a ser certificado cuádruple platino en el Reino Unido por la Industria Fonográfica Británica (BPI) en un año y de platino en toda Europa certificada por la Federación Internacional de la Industria Fonográfica (IFPI). El éxito de su álbum debut llevó a la banda a la corriente principal atención de los medios, ganando el premio a la mejor artista del Reino Unido e Irlanda en los premios MTV en 2006 y recogiendo una nominación a los Premios Brit de «She Moves in Her Own Way», en 2007.

### La partida de Rafferty yKonk(2008–2009)
Rafferty fue despedido de la banda el 31 de enero de 2008, tras una serie de ausencias por enfermedad y de una larga data rumores sobre su lugar en la banda, la adicción a las drogas también fue citada como una de las razones de su partida. Dan Logan, el bajista de una banda local Cat the Dog, fue admitido como un reemplazo temporal de Rafferty. Después de la salida de Rafferty, la banda había considerado separarse. El cantante Luke Pritchard había dicho algo para el fin de semana del The Sunde que «La división no pasa por su mente. Es difícil desprenderse de algo que te importa mucho. Tenemos que pensar en los fans.» Pritchard también discutió la posibilidad de que Dan Logan se uniese a la banda como su nuevo bajista, «Ha sido muy extraño para nosotros, pero es algo que tenía que suceder. Dan no se ha unido a la banda definitivamente todavía. Lo estamos probando, pero me encanta tocar con él». Al final, Logan no se unió a la banda de forma permanente, en su lugar, en octubre de 2008, Peter Denton fue fichado por la banda y se ha convertido en el bajista permanente.

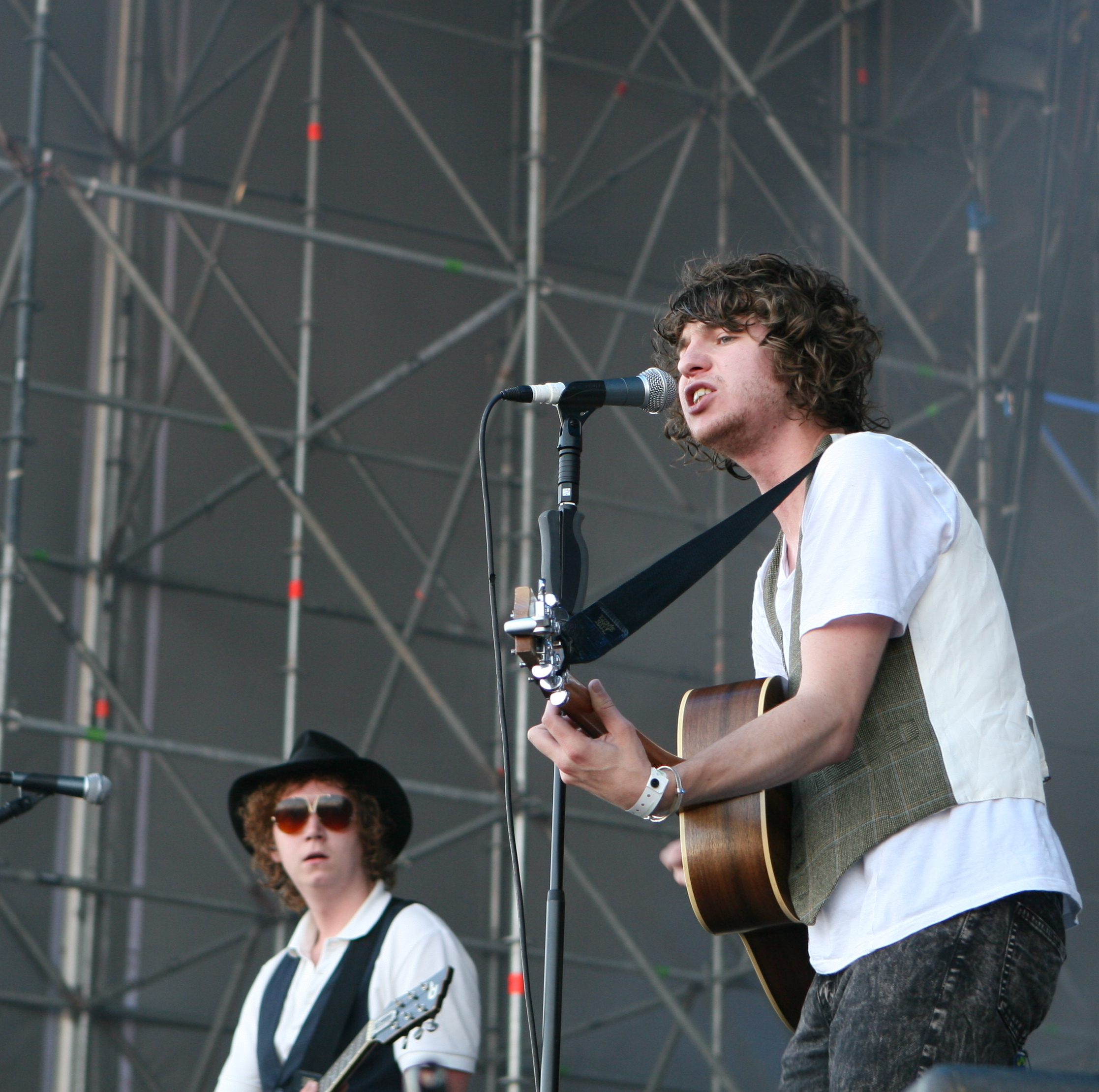
Harris y Pritchard en Summercase 2008 desde Barcelona

The Kooks lanzaron su segundo álbum, Konk, en abril de 2008. El disco lleva el nombre del estudio donde fue grabado y producido por Tony Hoffer, quien trabajó en el álbum debut de la banda, Inside In/Inside Out. Antes de la publicación del disco, en una entrevista con NME el cantante Luke Pritchard había afirmado tener 80 a 90 canciones escritas para el álbum diciendo: «quiero que este álbum sea grande... tengo un ego, quiero que el disco le vaya bien, quiero que nuestros sencillos vengan en la radio y que la gente tenga literalmente sus cabezas arrancadas por ellos». Grabado durante un total de siete semanas en Londres y Los Ángeles, Pritchard dijo a NME que la banda había querido más de entrada en su segundo álbum. «Tony es un genio, pero esta vez quería una mayor participación en la producción», dijo Pritchard.
Konk llegó a debutar en el UK Albums Chart en el número uno con ventas de 65,901 unidades en la primera semana. El álbum también dio lugar a tres top 50 imparables, incluyendo su carta de intérprete más alta hasta la fecha, «Always Where I Need to Be», que alcanzó el puesto número tres. En los Estados Unidos, alcanzó el número 41 en el Billboard 200 y el primer sencillo del álbum, «Always Where I Need to Be», alcanzó el puesto número 22 en la lista Alternative Songs. El álbum fue certificado de oro en el Reino Unido e Irlanda. Una segunda versión del disco de edición limitada dos de Konk titulado RAK también fue lanzado. El nombre fue tomado del estudio de Londres, donde The Kooks grabaron siete nuevos temas en directo junto con los Arctic Monkeys y Mike Crossey, productor de The Zutons.
Allmusic dijo sobre Konk que The Kooks «explora el pop y el rock en toda su gloria», mientras que BBC Music describió su segundo álbum como «un poco artificioso que reciclaba viejas líneas de guitarra e intros». Por otro lado, NME sugirió que la salida de Alan Lavian afectó a la producción de Konk, afirmando que «Konk es el sonido de una banda en desorden, sin éxito, tratando de mantener las cosas».

### Junk of the Heart(2009–2013)
En abril de 2009, The Kooks reveló a Newsbeat de la BBC que estaban trabajando en su tercer álbum de estudio. El baterista Paul Garred dejó la banda a finales de 2009, debido a un problema en el nervio de su brazo, fue reemplazado inicialmente por Nicholas Millard de la banda Crackout, por Chris Prendergast para shows en vivo, y luego Alexis Nunez (de Golden Silvers). Sin embargo, Paul regresó a las sesiones de grabación a finales de 2010, aunque no continuó la gira con la banda, como bien declaró Pritchard recientemente su lesión « se ha convertido más en una cosa psicológica» por la que él «se siente incómodo tocando durante mucho tiempo», por temor a que su brazo "estalle".
Uno de los principales intentos del grupo era escribir este álbum juntos en un lugar alejado de su entorno, como vocalista Luke Pritchard dijo a Newsbeat, «es como que nosotros mismos estuvimos en una especie de barricadas en el campo durante varias semanas- estuvieron en la cabaña de un amigo en Norfolk -». Sin embargo, la banda reveló recientemente que a las dos semanas de estar allí, solo se las arregló para hacer una nueva canción: «Eskimo Kiss». Después de la contratación y el despido del nuevo productor Jim Abyss (Arctic Monkeys, Kasabian, Adele) a pesar de tener algunas «sesiones muy buenas juntos», la banda volvió al viejo productor Tony Hoffer quien les dio una «nueva dirección», y grabaron el disco con un estilo contemporáneo como anteriormente. En enero de 2011, Pritchard anunció que habían registrado catorce nuevas canciones. La banda anunció a través de los medios de comunicación social que terminaron los toques finales el 30 de marzo. Por último, el nombre del álbum fue anunciado como Junk of the Heart y de lista de canciones se publicó, con una fecha de lanzamiento del 12 de septiembre de 2011 para el Reino Unido. El primer sencillo extraído del álbum en Europa se titula «Is It Me»  y «Junk of the Heart» en otros lugares. Lanzaron su álbum Junk of the Heart en 2011, y han estado de gira desde entonces. Esto incluye la cabeza de cartel del «Groovin' the Moo» gira de conciertos en Australia, en abril y mayo de 2013.

### Listen(2014–2017)
Este álbum fue lanzado el 2 de septiembre de 2014 y su producción viene de la mano de inflo, pionero del hip-hop y del integrante y líder de la banda, Luke Pritchard  Este es su primer álbum con el nuevo baterista Alexis Núñez, originario de Chile, es cual es el primer "Kook" Latinoamericano. En una entrevista en julio, Luke Pritchard declaró que Listen incluye más improvisación y encontró «ese tipo de valentía cuando se hace el primer disco se deslizó de nuevo».
El 11 de marzo de 2014 dieron a conocer en primicia la primera canción del álbum, "Down" en la BBC Radio 1, el videoclip de dicha canción se estrenó el 20 de abril del mismo año, donde se aprecia claramente el cambio de estilo de la banda. Otras canciones destacadas son "Bad Habit", "Forgive and forget" y "See me now", siendo esta última escrita por Luke Pritchard, que se caracteriza por ser más suave que las demás canciones que conforman el disco. Este canción que inspira melancolía fue escrita por el vocalista del grupo, Luke Pritchard, que la escribió para su padre Bob Pritchard, quien falleció cuando él tenía solamente tres años. La canción «Bad Habit» aparece en la película Spy.

### Let's Go Sunshine y salida de Denton(2018-presente)
El 16 de mayo de 2018, The Kooks anunció que su próximo álbum de estudio se lanzará el 31 de agosto de 2018. También compartieron dos nuevas canciones llamadas «No Pressure» y «All the Time» que tocaron a principios de ese año durante la gira "The Best Of" en América del Sur. Antes del lanzamiento del álbum completo se lanzaron varias canciones, entre ellas "No Pressure", "All the Time" y "Fractured and Dazed".
El 4 de septiembre, la banda anunció una gira por Estados Unidos que tendría lugar en noviembre, no obstante, el 30 de octubre anunciaron que la gira tuvo que reprogramarse para principios de 2019 debido a "circunstancias imprevistas". Cuando la banda reanudó su actuación en el festival Corona Capital en México el 17 de noviembre de 2018, Peter Denton fue reemplazado por Peter Randall, quien previamente había tocado el bajo para Adele.
La banda abordó la ausencia de Denton al anunciar el 3 de enero de 2019 a través de su cuenta de Twitter que ya no estaba tocando con la banda. El mismo día, Denton respondió a través de su cuenta personal que la posición era "complicada" y que sus asesores le habían dicho que no discutiera el asunto por el momento.

## Estilo musical e influencias
Se describe como «brit-pop», The Kooks han recurrido a una serie de fuentes variadas para crear su sonido indie pop. Listado The Rolling Stones, The Beatles, Bob Dylan y Chris de Burgh entre sus influencias de la banda han venido desarrollando tanto su estilo de escritura de la canción y la presentación musical a lo largo de sus tres álbumes.
Álbum debut de la banda Inside In/Inside Out fue promocionado como un registro típico Britpop, debido influencia para The Libertines, Thin Lizzy, The Police y que contienen elementos de movimiento britpop de los años 60. Además estilo lírico de Pritchard se comparó con la de una «versión más joven y menos patética de estilo mush - boca de Pete Doherty». la propia banda sintió que el álbum no fue consistente en su dirección. «El primer disco fue sin duda el género de salto. [...] El primer álbum fue encontrar sus pies, era gadabout», afirmó Harris en una entrevista con Nadine Regan para The Sunday Business Post.
En el seguimiento de Konk, la banda trató de encontrar un sonido más maduro y pulido. Sobre la base de una gama mucho más amplia de material para el álbum (alrededor de 80 a 90 nuevas canciones habían sido acumulados en el repertorio de la banda en esta etapa), la banda comenzó a incorporar más de un enfoque de rock duro filo en su música. Los críticos estableció comparaciones con el trabajo de The Kinks en todo el álbum, que se está grabando en el estudio propiedad de Ray Davies. También se señalaron las similitudes en crecimiento de la banda en la dirección musical de The Fratellis y los Arctic Monkeys. La banda comentado en el estilo del álbum, «Creo que hemos hecho un disco dinámico», dijo Pritchard. «Cada canción tiene su propio carácter. Es un buen álbum pop».

## Personal
Miembros actuales
- Luke Pritchard - voz, guitarra (2004–presente)
- Hugh Harris - guitarra, teclados, piano, coros (2004-presente) bajo (2008-presente)
- Alexis Núñez - batería, percusión (2012-presente)

Antiguos miembros
- Max Rafferty - bajo, coros (2004-2008)
- Paul Garred - batería, percusión (2004-2010, 2011-2012)
- Peter Denton - bajo, coros, guitarra (2008–2019)

Miembros adicionales en tours y en grabaciones
- Nicholas Millard - batería, percusión (2008)
- Dan Logan - bajo, coros (2008) (participó en Konk)
- Chris Prendergast - batería, percusión (2010–2011)
- Denny Weston - batería (2011-2012), bajo (2015)
- Thom Kirkpatrick - sintetizador (2011-2012)
- Jack Berkeley - guitarra, percusión, coros (2013–2015)
- Peter Randall - bajo, coros (2018–presente)

Línea de tiempo

## Discografía
Álbumes de estudio
- Inside In/Inside Out (2006)
- Konk (2008)
- Junk of the Heart (2011)
- Listen (2014)
- Hello, what's your name? (2015) (Álbum de remezclas)
- Let's Go Sunshine (2018)
- 10 Tracks To Echo In The Dark (2022)
- Never/Know (2025)

Álbumes recopilatorios
- The Best of... So Far (2017)